# Pteroptyx similisantennata
Pteroptyx similisantennata là một loài bọ cánh cứng trong họ Đom đóm (Lampyridae). Loài này được Ballantyne miêu tả khoa học năm 1987.